# مقتل فيلاني خاتون
مقتل فيلاني خاتون هي فتاة بنغلاديشية تبلغ من العمر 15 سنة، قتلت من قِبل قوات أمن الحدود الهندية في 7 يناير 2011، بعد محاولتها تخطي الحاجز الحدودي بين الهند والبنغلاديش. تداولت جل وسائل الإعلام الدولية صورة تُظهر جثة فيلاني خاتون المعلقة على سياج حدودي مصنوع من الأسلاك الشائكة، مما أثار ضجة محلية في بنغلاديش وقلقًا دوليًا.

## جريمة القتل
كانت فيلاني فتاة بنغلاديشية تبلغ من العمر 15 عامًا، تقيم مع أسرتها في نيودلهي، بالهند حيث كانت تعمل كخادمة منزلية. اضطرت للعودة مع الدها الذي دبر لزواجها في بنغلاديش.
في يوم الجمعة الموافق 7 يناير 2011، وفي تمام الساعة 8.30 صباحًا، حيث حاولت هي ووالدها عبور الحدود البنغلاديشية الهندية بشكل غير قانوني من خلال تسلق حدود الأسلاك الشائكة باستخدام سلم. كان الموقع المحدد هو الحدود الدولية رقم 947، بين العمودين 3 و 4 في أنانتابور، فولباري.
خلال المرور تمكن والدها، نور الإسلام ميا من العبور أولاً. لكن عندما حاولت فيلاني الصعود فوق السياج، تشابكت ملابسها في السلك، وبدأت في الصراخ. سمع صراخها، فبدأت قوات أمن الحدود الهندية بإطلاق النار عليها.

## المحاكمة
برأت محكمة خاصة أنشأتها قوة أمن الحدود الهندية (بي إس إس) الجندي أميا غوش من تهمة قتل الفتاة البنغلاديشية فيلاني خاتون على حدود كوتش بيهار.
سافر والد فيلاني نور الإسلام، وخالها عبد الحنيف، إلى كوش بيهار للإدلاء بشهادتهم في المحكمة. كما ذهب الملازم الكولونيل ضياء الحق خالد التابع لكتيبة بي جي بي 45 والنائب العام لمقاطعة كوريغرام أبراهام لينكون، لمساعدة الشهود.
وصرحت المحكمة في حكمها إن الجندي أميا غوش التابع للكتيبة 181، والمتهم الرئيسي لا يمكن إدانته بسبب أن الأدلة «غير كافية» ضده. كما عقدت محكمة قوات الأمن الحدود العامة والمؤلفة من خمسة أفراد تابعة لقوات الأمن الداخلي برئاسة آسام ميغالايا، جلسات استماع في معسكر سوناري، الواقع بالقرب من بلدة كوش بيهار، في شمال البنغال.

## الحكم
صرح مسؤولو قوات أمن الحدود الهندية أن قرار المحكمة ومرافعاتها قد أحيل إلى المدير العام للموافقة النهائية لأن القضية اعتبرت «حساسة للغاية». فيما صرح مسؤول في منظمة أطباء بلا حدود يرغب في عدم الكشف عن اسمه: «لا يمكننا إصدار إعلان رسمي إلا بعد قرار المدير العام».